# Эпидемия чумы в России (1654—1655)
Эпидемия чумы 1654—1655 годов — самая крупная эпидемия XVII века в России. Летом 1654 года чума была занесена в Москву. Город охватила паника, бежавшие из него люди разносили болезнь вглубь страны, и уже в сентябре эпидемия охватила почти всю центральную часть России. Также свирепствовала в Казани, Астрахани и в Речи Посполитой, с которой Россия вела войну. В январе 1655 года эпидемия практически полностью утихла, но оставшиеся кое-где очаги спровоцировали новую, менее смертоносную, вспышку в 1656—1657 годах, которая затронула в основном низовья Волги, Смоленск и Казань.
Историки медицины оценивают противоэпидемические меры властей довольно высоко, хотя их реализация по ряду причин затягивалась. В поисках спасения народ часто обращался к божественным силам, так как в эпидемиях традиционно видели наказание Божие за грехи. Точное количество жертв неизвестно, источники дают огромный разброс в оценках: от нескольких десятков тысяч до нескольких сотен тысяч.

## Историография и источники
Данная эпидемия относится к наиболее изученным эпизодам в истории русской медицины. Ряд историков обозначает хронологические рамки эпидемии 1654—1657 годами, другие полагают, что правильнее было бы говорить о двух эпидемиях с коротким промежутком: 1654—1655 годов и 1656/57 года (7165 год от сотворения мира). Наиболее обстоятельное описание эпидемии принадлежит врачу Н. Ф. Высоцкому. В книге «Чума при Алексее Михайловиче» 1879 года он описал симптомы и географию чумы, меры властей и привёл статистику. Труд Высоцкого, как и многие другие исследования эпидемии, основывается на «Актах исторических», где опубликованы довольно откровенные доклады чиновников — одни из наиболее достоверных источников, описывающих это бедствие. Позднее круг источников расширился, главным образом за счёт данных синодиков, опубликованных летописных сводов, сказаний о чудотворных иконах, данных православного календаря о днях празднований в память об избавлении от чумы. Важным источником являются записки Павла Алеппского о путешествии по России его отца, антиохийского патриарха Макария III — одного из главных идеологов русской церковной реформы середины XVII века.

## Распространение эпидемии
Адам Олеарий, Павел Алеппский, Сигизмунд фон Герберштейн писали, что жители Москвы, казалось, не знали чумы («моровой язвы», как тогда говорили) и некоторых других инфекционных заболеваний. И действительно, чума свирепствовала обычно на северо-западных окраинах страны, в Смоленске, Пскове, Новгороде, почти не доходя до столицы. Поэтому свидетели начала эпидемии («морового поветрия») отмечали изумлённость и растерянность народа перед её лицом.
Считается, что севернее 50° северной широты природные очаги чумы не распространяются. Значит, эпидемии чумы, возникающие в этой зоне, следует связывать с заносом извне. Происхождение чумы, поразившей Россию в 1654 году, точно неизвестно. Высказывают предположение, что она имела азиатское, например, персидское происхождение и попала в Россию через Астрахань. Также не исключён занос болезни из Украины или Крыма. Микробиолог М. В. Супотницкий, вводящий понятие «реликтовый природный очаг», связывает данную эпидемию не столько с заносом из очагов в Западной Азии и на юге России, сколько с активностью «реликтового природного очага» в областях северо-западнее Москвы.
Большинство летописей датируют моровое поветрие 1654—1655 годами, но некоторые относят его начало к 1653 году. Возможно, в этом году были зафиксированы первые вспышки заболевания. Опираясь на церковные предания и данные православного календаря о днях празднования в память об избавлении от чумы, можно установить, что в Рыбинской слободе и Угличе моровое поветрие объявилось довольно рано и 3 и 18 июня 1654 года, соответственно, после вмешательства чудотворных икон уже прекратилось. По этим же данным в Казани эпидемия началась до 24 июля 1654 года.
В конце июня более чем 30 человек умерли скорой смертью, предположительно, от чумы во дворе В. П. Шереметева в Москве. 24 июля, когда в городе уже началась эпидемия, патриарх Никон увёз царицу вместе с её семьёй в Троице-Сергиев монастырь. С ними же отправились и семьи знатнейших бояр. В это время Россия вела войну с Речью Посполитой, поэтому царь Алексей Михайлович находился под Смоленском. «Ведать Москву» в его отсутствие остались М. П. Пронский, И. В. Хилков и Ф. А. Хилков. Во время эпидемии Москвой фактически управлял хорошо осведомлённый о положении дел в ней Никон. Жители Москвы поначалу мало внимания обращали на болезнь. Лишь когда число смертей стало стремительно возрастать, началась паника и люди принялись бежать из столицы, распространяя заразу за её пределы. Первыми в подмосковные деревни и соседние города подались придворные чины и столичные дворяне. Погибли и разбежались почти все стрельцы и другие государственные служащие. В городе осталось очень мало людей, в основном низшие слои населения. Вскоре уезжать из Москвы запретили и вокруг неё были выставлены заставы, подчинявшиеся Никону. Крепче всего контролировались дороги в сторону Смоленска, который в это время осаждала русская армия, и в сторону Троице-Сергиева монастыря. Эпидемия в столице достигла своего пика в конце августа — начале сентября. Царская семья переехала в Калязинский монастырь. В Москве начались грабежи, так как некому стало следить за порядком, прекратилась торговля, из тюрем совершались побеги, всюду лежали трупы, которые не успевали хоронить. Затворили Кремль, оставив лишь одну калитку. Из-за смертей Пронского и И. В. Хилкова управление столицей без государева указа вынуждены были взять на себя И. А. Хилков и А. Иванов. К этому времени чума распространилась далеко за пределы Москвы.
1 августа первые случаи чумы замечены в Туле, 4 августа — в Торжке, 10 августа — в Калуге, 15 августа — в Звенигороде, 16 августа — в Ржеве и Суздале, 18 августа — в Соли Галичской, 23 августа — в Коломне, 31 августа — в Нижнем Новгороде, 1 сентября — в Шуе, Вологде, Костроме, Белёве и Мценске, 5 сентября — в Дедилове и Малоярославце, 6 сентября — в Кашине, в сентябре эпидемия началась в Городце, Ярославском, Тверском и Старицком уездах.
Эпидемия охватила почти всю центральную часть России: на северо-западе не затронула Новгород, но дошла (судя по карте Высоцкого) до Старой Руссы, на западе достигла Ржева, на юге — Рыльского уезда и Шацка, на востоке — Нижнего Новгорода, на севере — Вологды, на северо-востоке — Соли Галичской. Свирепствовала в Астрахани, Казани, а также в Великом княжестве Литовском и в Киеве, которые входили в состав Речи Посполитой. Там она приняла не менее устрашающий характер, чем в России, дополнившись голодом, который, по свидетельству Яна Цедровского, был вызван увеличившимся количеством портивших хлеб полевых мышей. Цедровский писал, что моровое поветрие в княжестве Литовском объявилось в октябре 1653 года и продолжалось до 1658 года, в это время «зверь достаточно поживился телами людей».
Активными переносчиками болезни в начале эпидемии были стрельцы. Они занесли её, например, в Михайлов и Печерники. В Кострому болезнь была занесена ремесленниками и торговцами, бежавшими в родной город из Москвы. В Городец чуму занёс московский торговец москательными товарами. В Рыльском уезде начало морового поветрия связано с приездом из Москвы «посадского человека Гришки Лазарева». Заметив за ним симптомы болезни, его «выбили из сёл в лес». Несмотря на такую изоляцию заболевшего, уезд вскоре был охвачен чумой. Микробиолог Супотницкий пишет, что роль стрельцов и других переносчиков в распространении эпидемии часто преувеличивалась и с ними могли субъективно связывать вспышки, связанные с «пульсацией» очагов чумы. Многие люди из городов бежали в поля и леса, но из них мало кто выживал. Макарий III из-за чумы застрял в Коломне, где стал свидетелем страшных картин морового поветрия:

Бывало, когда она [чума] проникала в какой-либо дом, то очищала его совершенно, так что никого в нём не оставалось. Собаки и свиньи бродили по домам, так как некому было их выгнать и запереть двери. Город, прежде кишевший народом, теперь обезлюдел. Деревни тоже, несомненно, опустели, равно вымерли и монахи в монастырях. Животные, домашний скот, свиньи, куры и пр., лишившись хозяев, бродили, брошенные без призора, и большею частью погибли от голода и жажды, за неимением, кто бы смотрел за ними. То было положение, достойное слез и рыданий. Мор, как в столице, так и здесь и во всех окружных областях, на расстоянии семисот верст, не прекращался, начиная с этого месяца, почти до праздника Рождества, пока не опустошил города, истребив людей.

<…>

В одну яму клали по нескольку человек друг на друга, а привозили их в повозках мальчики, сидя верхом на лошади, одни, без своих семейных и родственников, и сваливали их в могилу в одежде. Часть священников умерла, а потому больных стали привозить в повозках к церквам, чтобы священники их исповедовали и приобщили св. Таин. Священник не мог выйти из церкви и оставался там целый день в ризе и епитрахили, ожидая больных. Он не успевал, и потому некоторые из них оставались под открытым небом, на холоде, по два и по три дня, за неимением, кто бы о них позаботился, по отсутствию родственников и семейных. При виде этого и здоровые умирали со страха.
В октябре—ноябре эпидемия пошла на спад. И. А. Хилков сообщал Никону и царской семье, которые уже было хотели двинуться из своего стана на Нерли в Новгород, о том, что с 10 октября моровое поветрие в Москве стало утихать. Некоторые источники относят спад эпидемии в столице ко второй половине ноября. В первых числах декабря в Москву прибыл Б. М. Хитрово с заданием зафиксировать, сколько в городе находится мёртвых и живых. Подсчёт вёл дьяк Кузьма Мошнин. К 17 декабря он завершил работу, собранная им статистика свидетельствовала о высокой смертности в городе. В декабре царю сообщили о том, что морового поветрия в Москве больше нет и «в рядах сидят, торгуют», но он решил повременить с приездом. 12 октября чума покинула Шую. К 13 октября относят прекращение эпидемии в Казани, к 18-23 октября — в Вологде, к 19 октября — в Ярославле, к 6 декабря — в Соли Галичской, к 25 декабря — в Коломне. В Галиче пик эпидемии пришёлся на 23 ноября — 12 декабря. 3 февраля в Москву прибыл Никон. Перед ним предстал опустошённый город:

Непрестанно плакал смотря пустоты Московския, пути и домов, идеже преж соборы многие и утеснение, тамо никаково, великия пути в малу стезю и потлачены, дороги покрыты снеги и никем суть не следими, разве от пес. Ох, ох!
 10 февраля в Москву наконец приехал Алексей Михайлович.
В январе 1655 года эпидемия почти полностью утихла, но оставшиеся кое-где очаги спровоцировали новую вспышку. Летом 1656 (или 1655) года моровое поветрие объявилось в низовьях Волги. Узнав об этом, власти немедленно приказали окружить поражённые районы заставами и никого через них не пускать. То ли эти меры оказались неэффективными, то ли другие очаги инфекции дали себе знать, но чума вскоре уже распространилась на Казань, Смоленск и другие области, Москву в этот раз не затронула. Новая вспышка была намного менее сокрушительной, чем в 1654 году, хоть и затронула более 35 городов и территорию в 30 000 км². Есть сведения о чуме в Вятке и низовьях Волги в 1657 году.
В середине XVII века чума свирепствовала не только в России. С 1640-х годов начинается активизация очагов чумы на юге и востоке Европы и в течение последующих десятилетий болезнь затрагивает многие регионы. Например, во время лондонской эпидемии 1665—1666 годов погибло до 100 000 человек или почти четверть населения города, а Неаполе в 1656 году чума унесла из 400 000 жителей города не менее половины.

## Клиническая картина
О клиническом течении болезни во время эпидемии данные весьма отрывочны. Обычно началу болезни сопутствовали головные боли, жар, бред. Заболевший быстро слабел. Историк медицины В. Эккерман писал, что в Москве была бубонная форма чумы. Другой историк, В. М. Рихтер, отмечал, что в Москве болезнь имела сначала лёгочную форму, а потом уже бубонную. В донесении Троице-Сергиева монастыря сообщалось, что в монастыре и округе 417 человек умерло «с язвами», проболев 1—4 дня; «без язв», проболев 4—7 дней — 848. К последним случаям можно отнести как септическую, так и лёгочные формы чумы. Но, видимо, лёгочная чума в те годы уже была редкостью, так как летописцы не упоминают такого характерного симптома болезни, как кровохарканье. Данные по Нижнему Новгороду: «скорой смертью» умерло 1793 человека (947 с язвами и 846 без язв), «протяжной болезнью» — 58 человек (56 без язв и двое с язвами). Под продолжительной болезнью понимался срок от 4 дней. Видимо, под «протяжной болезнью без язв» параллельно чуме проходила какая-то другая болезнь, достаточно смертельная, чтобы её тоже приняли за чуму (малярия, сыпной тиф).
Павел Алеппский в своих записках писал о внезапных смертях:

Стоит, бывало, человек и вдруг моментально падает мертвым; или: едет верхом или в повозке и валится навзничь бездыханным, тотчас вздувается как пузырь, чернеет и принимает неприятный вид.
Случаи, когда с виду здоровые люди умирали мгновенной смертью, отмечали и другие свидетели. Сейчас известно, что таким образом может протекать лёгочная чума.

## Методы борьбы

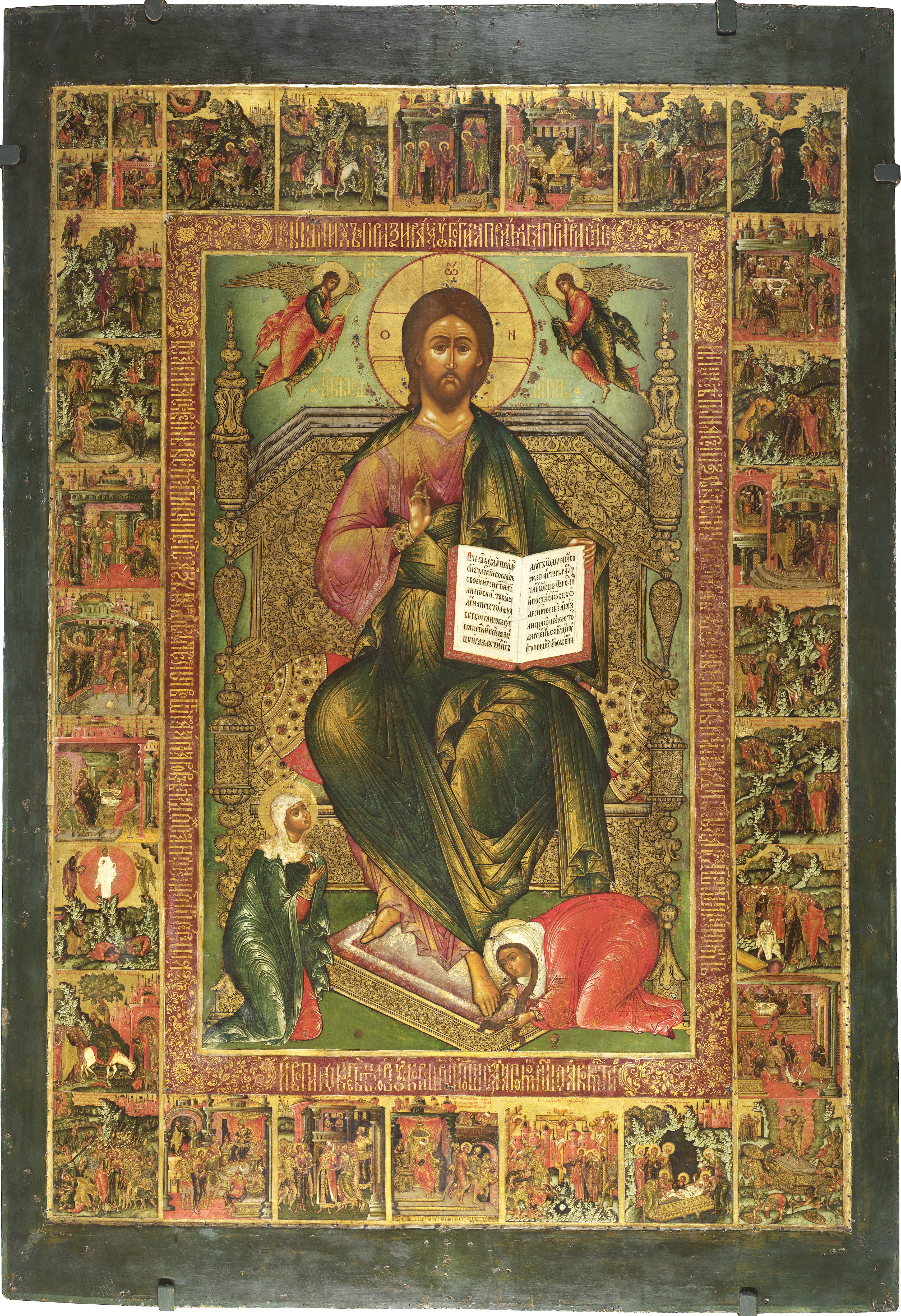
Христос Вседержитель на престоле. Ок. 1682 (?). ГРМ. Происходит из Ярославля. Уникальный программный характер иконы заставляет думать, что она быть написана в память об эпидемии, поразившей Ярославль в середине XVII века. Именно в разгар эпидемии в 1654 году была освящена и церковь Иоанна Златоуста в Коровниках, для которой написана икона.

Власти хорошо понимали опасность эпидемий и принимали, по мнению историков, по рекомендациям Аптекарского приказа надлежащие противоэпидемические меры. Историки медицины оценивают эти меры как целесообразные и довольно эффективные. Возможно, именно благодаря им эпидемия не дошла до Новгорода, Пскова и Сибири. Вместе с этим, противоэпидемические меры были бы намного эффективнее, если бы их реализация не затягивалась по ряду причин. Борьбой с эпидемиями в XVI—XVII веках ведал прежде всего сам царь, издававший основные указы, и воеводы — представители царя на местах. Поэтому необходимые мероприятия начинались только после получения их распоряжений, которые, прежде чем достигнуть места назначения, проходили долгий путь через бюрократическую волокиту.
В отчётах с мест о характере морового поветрия могли указывать: район поражения, количество жертв, чем и как долго болели люди, наличие язв у больных. Но всё-таки чаще отчёты носили обобщённый характер, а более-менее точные данные о жертвах стали появляться в середине осени.
Медицина XVII века была практически бессильна перед чумой, поэтому главным инструментом властей, как и в других европейских странах, были карантины. Блокировали заражённые населённые пункты и районы, расставляя на дорогах заставы и засеки с горящими кострами «для очищения воздуха». Но люди всё равно находили способ вырваться из оцепленного района и разносили болезнь дальше. Хотя пытавшихся проникнуть через оцепление окольными путями и было велено казнить, до казней дело обычно не доходило и представители власти ограничивались менее суровыми наказаниями. К ответственности привлекали не только беглецов из заражённых районов, но и тех, кто их у себя принимал. Одной из важнейших задач властей было не пустить эпидемию на запад, где находились армия и царь, поэтому тщательнее всего контролировалось направление из Москвы на Смоленск. Распространение эпидемии там было остановлено. Не менее строго следили за дорогой на Троице-Сергиев монастырь и Калязин, чтобы обезопасить семью царя. Служилых людей для организации застав едва хватало: многие находились на войне, из оставшихся в тылу на такую службу соглашались далеко не все. Иногда заставы ставились таким образом, что лишали местных жителей доступа к полям и мельницам, обрекая их ещё и на голод. Наказы прекратить торговлю с заражёнными сёлами, несмотря на свою логичность, ставили целые вотчины под угрозу голодной смерти, которая для обывателя была ещё страшнее, чем смерть от чумы. Естественно, что такие наказы часто не исполнялись. Положение заблокированных населённых пунктов ухудшалось ещё и из-за того, что прежде чем снять заставы, местность осматривалась на предмет наличия заражённых людей, а из-за волокиты розыск часто затягивался. Случаи блокирования отдельных заражённых дворов были единичны, так как охранять их было некому. Это приводило к расхищению вещей из покинутых жилищ и, как следствие, к дальнейшему распространению заразы.
Дворы, где умирали все, приказывалось ломать или даже сжигать. В государственных учреждениях приказывалось закладывать окна кирпичом. При этом рабочие должны были находиться снаружи здания, чтобы не занести заразу внутрь.
Заболевших в большинстве случаев оставляли без помощи и ухода. Врачи обслуживали только царский двор и армию. Заражаясь от трупов, массово умирали священники, поэтому им под страхом смертной казни запретили проводить отпевания. Тела обязывали захоранивать за чертой города в специально обозначенных местах или на территории двора, где они умерли. Но предписание это обычно игнорировалось, потому что погребение вне церковного места в глазах человека того времени связывалось с невозможностью попадания в лучший мир после смерти. Например, в Москве на территории усадеб XVII века массовых скоплений человеческих останков не найдено. Зато были переполнены все прицерковные кладбища. Братские могилы появились даже на Красной площади, возле Покровского собора и деревянных церквей. Существовало убеждение, что трупы заболевших заразны даже спустя несколько лет после смерти, поэтому после эпидемии на кладбищах, где они были зарыты, запрещались новые захоронения.
Главными средствами дезинфекции были огонь, вода, мороз. Также применялся известный на Руси издревле дым от сжигания можжевельника и полыни, которым окуривали дома и предметы. Вещи и одежда заболевших сжигались на кострах. Письма по пути следования передавали «через огонь»: с одной стороны от костра стоял гонец и выкрикивал содержание написанного, а на другой переписывали на новую бумагу. Перевозимые между городами деньги предписано было промывать в воде, а одежду «вымораживать и вытресать». Причём выполняться эти манипуляции должны были руками людей, которые «в моровых болезнях были», здоровые же должны были «ни к чему не касатца».
На пути в Калязин перед царской семьёй перевезли тело умершей от чумы женщины. Было приказано наложить на этом участке дороги и вокруг неё дров, поджечь, а уголь с землёй собрать и увезти подальше, после чего навезти другой земли издалека. Страх перед чумой обуял не только царскую семью, но и царя, который, перестраховываясь, долго откладывал приезд в Москву.
Народное сознание видело в эпидемии наказание Божие за грехи, поэтому и путь к спасению видели в вере и обращении к Богу. В России во время эпидемий подавляющее большинство населения участвовало в коллективных формах выражения религиозности (крестные ходы с чтимыми иконами и мощами, молебны, паломничества, строительство церквей), менее распространены были погружение в самоанализ, индивидуальные молитвы и проявления аскезы, например, строгие посты. Набожность русского народа в это бедственное время отметил Макарий III:

Подлинно, этот народ истинно христианский и чрезвычайно набожен, ибо, как только кто-нибудь, мужчина или женщина, заболеет, то посвящает себя Богу: приглашает священников, исповедуется, приобщается и принимает монашество, [что делали] не только старцы, но и юноши и молодые женщины; все же свое богатство в имущество отказывает на монастыри, церкви и бедных. Хуже всего и величайшим гневом Божиим была смерть большинства священников и оттого недостаток их, вследствие чего многие умирали без исповеди и принятия св. Таин.
Во время моровых поветрий было распространено строительство обыде́нных храмов. Вологду чума покинула после того, как 18 октября для утоления гнева Божиего горожане возвели деревянную Спасообыденную Всеградскую церковь. Спустя четыре дня в такой же короткий срок местный иконописец по желанию вологжан написал икону Всемилостивого Спаса. В Ростове обыденная церковь Всемилостивого Спаса на Торгу появилась по обету после прекращения морового поветрия.
В значительном числе свидетельств избавление от морового поветрия приписывается реликвиям и иконам. Никон послал Пронскому икону Казанской Божией Матери, которая должна была защищать москвичей от чумы. С вмешательством чудотворных икон Богоматери связано прекращение эпидемии в нескольких городах: принесение Югской иконы в Рыбинскую слободу, Седмиозерной — в Казань, молебны перед Боголюбской иконой в Угличе, написание новой иконы Богоматери в Шуе, которая была позднее названа Шуйско-Смоленской иконой, вмешательство Толгской и Смоленской икон в Ярославле. В Москве, по преданию, многие люди выздоровели благодаря заступничеству от иконы Грузинской Божией Матери. Спасение Твери в 1655 году приписывают мощам князя Михаила Ярославича, а спасение Бежецка — иконе Николая Чудотворца. Известны случаи, когда общины в челобитных царю упрашивали его прислать чудотворные реликвии, например крест с мощами.
Историки медицины отмечают, что массовые скопления людей во время религиозных обрядов только способствовали распространению заразы. Некоторые люди из-за своего невежества считали бессмысленными и греховными попытки противодействовать распространению болезни. Любопытно, что в актовых материалах нет ни одного упоминания эпидемии как божественной кары. Возможно, в таком ключе понимался сам факт начала эпидемии, но не дальнейшее её развитие.

## Жертвы
Установить точное количество погибших не представляется возможным, источники дают огромный разброс в оценках. Но тем не менее чуму 1654—1655 годов называют самой крупной эпидемией XVII века в России. По мнению некоторых историков, современники эпидемии сильно преувеличивали число её жертв в России. Например, американский историк Д. Т. Александер не соглашается с утверждением, что эпидемия привела к демографической катастрофе, и пишет, что мёртвыми посчитали многих спасшихся бегством в другие районы, а среди реально умерших было много беженцев из других стран и тех, кто умер не от чумы. Подсчёт количества жертв в княжестве Литовском осложняется боевыми действиями, которые там велись. Во время войны такой статистики не велось.
Россия
Современники-иностранцы в своих записках говорили о нескольких сотнях тысяч погибших от эпидемии при том, что население всего государства составляло чуть более 7 млн. Английский дипломат У. Придо 15 августа 1655 года писал, что в течение последнего года не менее миллиона человек стали жертвами чумы. С. Коллинз, врач Алексея Михайловича, приехавший в Россию уже после эпидемии, писал, что от неё в стране погибло 700—800 тысяч человек
Историк П. Е. Медовиков говорил о 700 тысячах погибших. Историк медицины М. Б. Мирский называет цифры в 700—800 тысяч правдоподобными. Историк А. Г. Брикнер предполагал, что в 1654 году более половины всего населения центральной части Московского государства погибло от эпидемии. Встречается также оценка в 300 тысяч погибших. Цифры, приведённые в официальных документах, намного меньше: из «Актов исторических» следует, что погибло 23 250 человек. По подсчётам Высоцкого, погибло 41 053 человека. Александер называет близким к истине число в 25 тысяч погибших.
Москва
Сын Макария III Павел Алеппский сообщал о 480 тысячах умерших от морового поветрия в Москве, но эта цифра явно завышена. У. Придо сообщал, что в Москве от чумы «умерло и похоронено, по данным регистрации, свыше 200 тысяч, не считая нескольких тысяч тел, не нашедших себе иной могилы, как в кишках собак и свиней». Иоганн де Родес сообщал о более чем 200 тысячах умерших в Москве и вокруг неё. Барон А. Мейерберг сообщал о 70 тысячах умерших. В упоминаемой Л. Ф. Змеевым рукописи «О чуме, бывшей в России и особенно в Казани в 7162» говорится о 400 тысячах умерших.
Историк Е. Звягинцев писал, что «умерших от чумы 1654 года в Москве было до 150 тысяч человек, то есть больше половины общего числа москвичей». Брикнер предполагал, что умерло более половины населения столицы. По подсчётам Высоцкого, умерло 6 095 человек, а по Ф. А. Дербеку, — 6 197. Александер говорит о 6 095 погибших, а цифры в несколько сот тысяч погибших называет нереалистичными, так как, по его мнению, население Москвы составляло не более 200 тысяч человек.
Основной источник о жертвах в Москве, отчёт Кузьмы Мошнина от 17 декабря 1654 года, свидетельствует о высокой смертности в столице. Правда, данные были собраны в короткие сроки, из-за чего можно усомниться в их точности. Особенно тяжёлая ситуация была там, где люди жили в тесноте: в монастырях и боярских дворах. В Чудове монастыре умерло 182 человека, в живых осталось 26. В Вознесенском умерло 90 стариц, осталось 38. В Ивановском умерло 100 стариц, осталось 30. Почти четверть дворов бояр, окольничих, думных дворян и дьяков вымерла полностью. В оставшихся процент смертности достигал огромных значений. Например, у Я. К. Черкасского умерло 423 человека, живых — 110. У Б. И. Морозова умерло 343, живых — 19. Высокий процент умерших наблюдался и в слободах. При оценке соотношения погибших и выживших нужно понимать, что Москву покинуло значительное число людей, из которых многие выжили. Очень высокий процент смертности в Москве объясняется ещё и скученностью населения. Распространению болезни способствовал низкий уровень жилищных и бытовых условий челяди и черни.
Другие населённые пункты
Данные о погибших в других городах берутся главным образом из «Актов исторических» и из трудов С. М. Соловьёва. Судя по этим цифрам, процент умерших колебался от 30 до 85 %. Видно, что соотношения между смертностью в уездах и уездных центрах везде разнятся. Но неполность данных по уездам не позволяет делать из этого какие-либо выводы. Есть сведения, что в Казани погибло 48 000 человек. Рукопись «О чуме…» сообщает о 10 тысячах погибших в Нижнем Новгороде, 20 тысячах в Костроме и 80 тысячах в Ярославле. По подсчётам Высоцкого, за пределами Москвы умерло 34 958 человек, а Александер говорит о 18 928 погибших.

## Последствия
Хотя чума и не коснулась русского войска, она усложнила его снабжение, ослабила тыл, из-за чего пришлось временно приостановить наступление. Тем не менее поход 1654 года в целом оказался удачным для России, были возвращены территории, потерянные в войне 1609—1618 годов. Во время войны в Россию с захваченных территорий переселялись поляки и белорусы, причём не только в качестве пленных, но часто и добровольно. Селились они в опустевших от эпидемии районах. Алексей Михайлович намеревался переселить в Москву и окрестности до 300 тысяч человек. Столь амбициозному плану в полной мере сбыться было не суждено. По мнению С. В. Лобачёва, переселенцы поспособствовали разложению старомосковских традиций, привнося с собой элементы западной культуры.
Угасание торговли и прекращение работы на полях привели к неурожаям и голоду, который всегда следовал после эпидемии. Были случаи, когда голод доводил людей до каннибализма. Появились цинга и другие болезни, которые вместе с голодом дали новую волну смертности. Война и эпидемия подорвали средства правительства. Нехватка денег стала одной из причин денежной реформы Алексея Михайловича. Многие выжившие священники хорошо разбогатели на отпеваниях.
После солнечного затмения 2 августа 1654 года, которое в обстановке разгорающейся эпидемии было воспринято как божественное знамение, противники Никона объявили главным виновником гнева Божиего патриарха с его реформами и недавним «надругательством» над иконами, написанными «не по старине». Сам Никон считал, что эпидемия была наказанием за вмешательство царя и бояр в права церкви в уложении 1649 года, однако в своём «Поучении о моровой язве» 1656 года сказал, что никому о причинах этого бедствия знать не надлежит. 25 августа перед Успенским собором в Москве собралась толпа. Люди принесли к крыльцу собора выскобленные иконы, ругали патриарха и обвиняли его в том, что он бежал из Москвы вместо того, чтобы молиться о своей пастве. Всё это в конце концов поспособствовало росту популярности старообрядчества. Многие его приверженцы сочли эпидемию чумы предвестницей скорого конца света. Одни недовольные Никоном стали видеть в нём антихриста, другие же считали патриарха лишь его предтечей. Старообрядцы ещё долго припоминали Никону эпидемию, например, о том, что патриарх повинен в ней, писал протопоп Аввакум в челобитной Алексею Михайловичу от 1664 года. Но, с другой стороны, не могло быть не поставлено в заслугу Никону то, что он уберёг от чумы царскую семью.
В 1655 году Алексей Михайлович в письме Артамону Матвееву жаловался на утрату душевного равновесия из-за случившегося бедствия. Чума произвела сильное впечатление на царя, страх перед ней преследовал его до конца жизни.
Некоторые исследователи, например, В. М. Рихтер и Г. Ф. Вогралик, считали, что только начиная с данной эпидемии в России стали проводиться противоэпидемические мероприятия, и что после неё произошёл перелом во взглядах на происхождение чумы. С такой точкой зрения не соглашался А. Е. Сегал, полагавший, что борьба с эпидемиями во 2-й половине XVII века представляла собой эволюцию давно известных в народе средств борьбы. Карантин как средство борьбы с эпидемиями применялся и раньше, но после 1654 года получил повсеместное распространение. Власть стала больше внимания уделять предупреждению заноса болезни из-за границы. Иностранцев с пристрастием расспрашивали, была ли в их стране эпидемия и какой характер она носила. При малейших подозрениях их подвергали карантину или отправляли назад. Страх перед новым моровым поветрием был так велик, что запрещалось даже косить сено в тех местах, где до этого свирепствовала чума. Усиливавшиеся мероприятия по предупреждению моровых поветрий, видимо, дали результат: эпидемий чумы в России не было в течение нескольких десятилетий после 1657 года.

## В литературе
В ответ на нападки Никон в августе 1656 года написал «Поучение о моровой язве» — пространную проповедь, которая заняла особое место в литературном творчестве патриарха. В ней он отразил проблемы церковной жизни паствы в условиях эпидемии и своё мнение о случившемся.
В романе Д. А. Гранина «Вечера с Петром Великим» один из героев высказывает предположение, что причиной относительно лёгкого принятия народом петровских реформ была эпидемия 1654—1655 годов: людям, не знавшим бабушек и дедушек, было проще порывать с традициями, уходить в солдаты и на стройки.